# Бразилиа (агломерация)

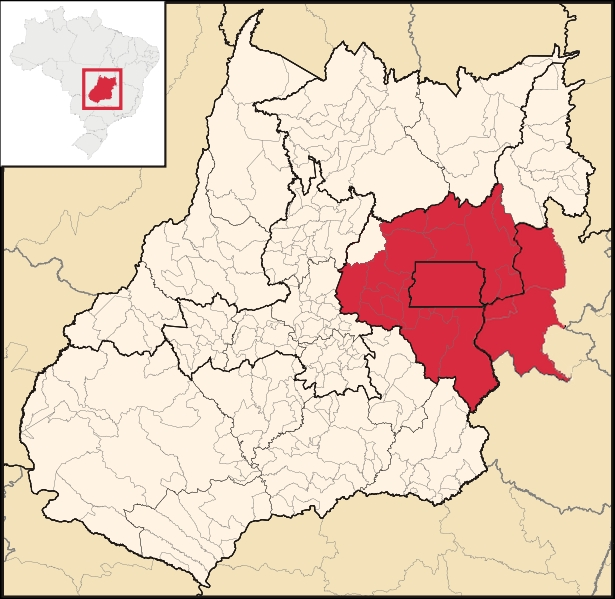
Агломерация Бразилиа и окрестности

Бразилиа и окрестности (порт. RIDE DF e Entorno) или Регион комплексного развития Федерального округа и окрестностей (порт. Região Integrada de Desenvolvimento do Distrito Federal e Entorno)  —  крупная городская агломерация в Бразилии. 
Включает Федеральный округ — столицу страны (город Бразилиа) — и окрестные муниципалитеты приграничных штатов Минас-Жерайс и Гояс. Занимает площадь 55.435 км². Численность населения составляет 3 451 549 человек по оценке БИГС на 2007 год, 4 118 154 человека — на июль 2014 года. 
Валовой внутренний продукт на 2005 составлял 86.360.810 mil реалов (данные: БИГС).